# Final da Taça Guanabara de 2010
A final da Taça Guanabara de 2010 definiu o campeão do primeiro turno e o primeiro finalista do Campeonato Carioca de 2011. Foi decidida por Vasco da Gama e Botafogo em partida única no Estádio do Maracanã. O Botafogo venceu com gols de Fábio Ferreira e Loco Abreu.

## Campanhas
Vasco da Gama e Botafogo foram, respectivamente, primeiro e segundo colocados do grupo B. O Vasco da Gama obteve a melhor campanha da fase de grupos, superando o Flamengo, do grupo A, no saldo de gols.
| Gr | Pos | Time          | PG | J | V | E | D | GP | GS | SG  | Penalizado com cartão amarelo | Expulso |
| -- | --- | ------------- | -- | - | - | - | - | -- | -- | --- | ----------------------------- | ------- |
| B  | 1   | Vasco da Gama | 19 | 7 | 6 | 1 | 0 | 19 | 3  | +16 |                               |         |
| B  | 2   | Botafogo      | 18 | 7 | 6 | 0 | 1 | 18 | 13 | +5  | 20                            | 2       |

Na semifinal, o Vasco da Gama superou o Fluminense na disputa por pênaltis em 6 a 5, após o empate sem gols no tempo normal. O Botafogo venceu o Flamengo por 2 a 1.

## Histórico de confrontos
As equipe se enfrentam em apenas uma partida antes desta, pela terceira rodada da fase de grupos:
| 24 de janeiro | Botafogo | 0 – 6  | Vasco da Gama                                                 | Estádio Engenhão, Rio de Janeiro                  |
| 19:30         |          | Súmula | Dodô 3', 31', 33' · Léo Gago 55' · Philippe Coutinho 59', 79' | Público: 25 052 Árbitro: RJ Felipe Gomes da Silva |

## A partida
| 21 de fevereiro | Vasco da Gama | 0 – 2  | Botafogo                                  | Estádio do Maracanã, Rio de Janeiro                         |
| 17:00           |               | Súmula | Fábio Ferreira 69' · Loco Abreu 85' (pen) | Público: 77 757 Árbitro: RJ Marcelo de Lima Henrique (FIFA) |